# Brad Jones (allenatore di pallacanestro)
Brad Jones (Pittsburgh, 1969) è un allenatore di pallacanestro e dirigente sportivo statunitense.

## Palmarès
- Campione NBA D-League: 1

Austin Toros: 2012